# Samsung Galaxy J

Logo

Unter der Serie Samsung Galaxy J vertrieb der südkoreanische Konzern Samsung Electronics von 2013 bis 2018 eine Reihe von günstigen Einsteiger-Smartphones. Seit 2018 wird dieses Segment durch neue Modelle in der A-Reihe ersetzt.

## Beschreibung
Ausgehend vom Samsung Galaxy J, das im Dezember 2013 präsentiert wurde und recht gut ausgestattet war, verfügten sämtliche Modelle der Reihe über die wesentlichen Merkmale eines Smartphones, so dass bei üblicher Nutzung keine Einschränkung erfolgte. Der Buchstabe J stand dabei für Joy (engl. für Freude). Allerdings werden neue Features ausgespart oder andere Materialien verwendet, womit Samsung auf asiatische Märkte oder auf den europäischen Einsteigermarkt abzielte. Insgesamt wurden mehrere Modellreihen angeboten, die sich nach Größe und Ausstattung unterscheiden. Die Modelle wurden zumindest jährlich aktualisiert, kleinere Aktualisierungen oder Varianten wurden mit Namenszusätzen wie Pro, Duos, Prime usw. angezeigt. Die 2016er-Modelle hatten austauschbare Akkus, ab 2017 wurden diese gestrichen.

## Modelle

### Samsung Galaxy J
| Name     | Code | Jahr | Bildschirm          | MEM   | RAM  | Prozessor                   | System      |
| -------- | ---- | ---- | ------------------- | ----- | ---- | --------------------------- | ----------- |
| Galaxy J |      | 2013 | 5,0 ’’, 1080 × 1920 | 16 GB | 3 GB | Quad-core 2,3 GHz Krait 400 | Android 4.3 |

### Samsung Galaxy J1
| Name      | Code | Jahr | Bildschirm        | MEM  | RAM    | Prozessor                   | System        |
| --------- | ---- | ---- | ----------------- | ---- | ------ | --------------------------- | ------------- |
| Galaxy J1 | J100 | 2015 | 4,3 ’’, 480 × 800 | 4 GB | 0,5 GB | Dual-core 1,2 GHz Cortex-A7 | Android 5.1   |
| Galaxy J1 | J120 | 2016 | 4,5 ’’, 480 × 800 | 8 GB | 1 GB   | Quad-core 1,3 GHz Cortex-A8 | Android 6.0.1 |

### Samsung Galaxy J2
| Name      | Code  | Jahr | Bildschirm         | MEM  | RAM    | Prozessor                   | System        |
| --------- | ----- | ---- | ------------------ | ---- | ------ | --------------------------- | ------------- |
| Galaxy J2 | J200  | 2015 | 4,7 ’’, 540 × 960  | 8 GB | 1 GB   | Quad-core 1,3 GHz Cortex-A7 | Android 5.1   |
| Galaxy J2 |       | 2016 | 5,0 ’’, 720 × 1280 | 8 GB | 1,5 GB | Quad-core 1,5 GHz Cortex-A7 | Android 6.0.1 |
| Galaxy J2 | J200G | 2018 | 4,7 ’’, 540 × 960  | 8 GB | 1 GB   | Quad-core 1,3 GHz Cortex-A7 | Android 7.0   |

### Samsung Galaxy J3
| Name      | Code | Jahr | Bildschirm         | MEM   | RAM    | Prozessor                    | System      |
| --------- | ---- | ---- | ------------------ | ----- | ------ | ---------------------------- | ----------- |
| Galaxy J3 | J320 | 2016 | 5,0 ’’, 720 × 1280 | 8 GB  | 1,5 GB | Quad-core 1,3 GHz Cortex-A7  | Android 5.1 |
| Galaxy J3 | J330 | 2017 | 5,0 ’’, 720 × 1280 | 16 GB | 2,0 GB | Quad-core 1,4 GHz Cortex-A53 | Android 7.0 |
| Galaxy J3 |      | 2018 | 5,0 ’’, 720 × 1280 | 16 GB | 2,0 GB | Quad-core 1,4 GHz Cortex-A53 | Android 8.0 |

### Samsung Galaxy J4
| Name      | Code | Jahr | Bildschirm         | MEM   | RAM  | Prozessor                    | System      |
| --------- | ---- | ---- | ------------------ | ----- | ---- | ---------------------------- | ----------- |
| Galaxy J4 | J400 | 2018 | 5,5 ’’, 720 × 1280 | 16 GB | 2 GB | Quad-core 1,4 GHz Cortex-A53 | Android 8.0 |

### Samsung Galaxy J5
| Name      | Code | Jahr | Bildschirm         | MEM   | RAM    | Prozessor                    | System        |
| --------- | ---- | ---- | ------------------ | ----- | ------ | ---------------------------- | ------------- |
| Galaxy J5 | J500 | 2015 | 5,0 ’’, 720 × 1280 | 8 GB  | 1,5 GB | Quad-core 1,2 GHz Cortex-A53 | Android 6.0.1 |
| Galaxy J5 | J510 | 2016 | 5,2 ’’, 720 × 1280 | 16 GB | 2,0 GB | Quad-core 1,2 GHz Cortex-A53 | Android 6.0.1 |
| Galaxy J5 | J530 | 2017 | 5,2 ’’, 720 × 1280 | 16 GB | 2,0 GB | Octa-core 1,6 GHz Cortex-A53 | Android 7.1   |

### Samsung Galaxy J6
| Name      | Code | Jahr | Bildschirm         | MEM      | RAM    | Prozessor                    | System      |
| --------- | ---- | ---- | ------------------ | -------- | ------ | ---------------------------- | ----------- |
| Galaxy J6 | J600 | 2018 | 5,6 ’’, 720 × 1480 | 32/64 GB | 3/4 GB | Octa-core 1,6 GHz Cortex-A53 | Android 8.0 |

### Samsung Galaxy J7
| Name      | Code | Jahr | Bildschirm          | MEM   | RAM    | Prozessor                    | System        |
| --------- | ---- | ---- | ------------------- | ----- | ------ | ---------------------------- | ------------- |
| Galaxy J7 | J700 | 2015 | 5,5 ’’, 720 × 1280  | 8 GB  | 1,5 GB | Octa-core 1,5 GHz Cortex-A53 | Android 5.1   |
| Galaxy J7 | J710 | 2016 | 5,5 ’’, 720 × 1280  | 16 GB | 2,0 GB | Octa-core 1,6 GHz Cortex-A53 | Android 6.0.1 |
| Galaxy J7 | J730 | 2017 | 5,5 ’’, 1080 × 1920 | 16 GB | 3,0 GB | Octa-core 1,6 GHz Cortex-A53 | Android 7.1   |

### Samsung Galaxy J8
| Name      | Code | Jahr | Bildschirm         | MEM      | RAM    | Prozessor                    | System      |
| --------- | ---- | ---- | ------------------ | -------- | ------ | ---------------------------- | ----------- |
| Galaxy J8 | J800 | 2018 | 6,0 ’’, 720 × 1480 | 32/64 GB | 3/4 GB | Octa-core 1,8 GHz Cortex-A53 | Android 8.0 |